# Lista de unidades federativas do Brasil por frota de automóveis
Relação dos estados do Brasil por frota total de automóveis em dezembro de 2023, segundo a Secretaria Nacional de Trânsito – SENATRAN (anteriormente denominado Departamento Nacional de Trânsito – DENATRAN), órgão executivo vinculado ao Ministério da Infraestrutura (MInfra).

## A lista
| Posição | Município           | Automóveis |
| 1       | São Paulo           | 20 032 335 |
| 2       | Minas Gerais        | 7 188 271  |
| 3       | Paraná              | 5 002 187  |
| 4       | Rio de Janeiro      | 4 920 814  |
| 5       | Rio Grande do Sul   | 4 772 945  |
| 6       | Santa Catarina      | 3 375 042  |
| 7       | Bahia               | 2 159 342  |
| 8       | Goiás               | 2 137 530  |
| 9       | Pernambuco          | 1 474 949  |
| 10      | Distrito Federal    | 1 408 370  |
| 11      | Ceará               | 1 327 968  |
| 12      | Espírito Santo      | 1 110 725  |
| 13      | Mato Grosso         | 900 847    |
| 14      | Mato Grosso do Sul  | 846 790    |
| 15      | Pará                | 739 071    |
| 16      | Rio Grande do Norte | 646 534    |
| 17      | Paraíba             | 625 926    |
| 18      | Maranhão            | 536 905    |
| 19      | Amazonas            | 453 760    |
| 20      | Alagoas             | 430 476    |
| 21      | Piauí               | 429 269    |
| 22      | Sergipe             | 377 745    |
| 23      | Rondônia            | 339 823    |
| 24      | Tocantins           | 266 916    |
| 25      | Acre                | 104 282    |
| 26      | Amapá               | 99 588     |
| 27      | Roraima             | 94 959     |
| Total   | Brasil              | 61 803 369 |

Classificação por região
| Posição | Região       | Frota de veículos |
| 1       | Sudeste      | 33 252 145        |
| 2       | Sul          | 13 150 174        |
| 3       | Nordeste     | 8 009 114         |
| 4       | Centro-Oeste | 5 293 537         |
| 5       | Norte        | 2 098 399         |